# 岡坂幸蔵
岡坂 幸蔵（おかさか こうぞう、2012年6月7日 - ）は、日本の子役、タレント。神奈川県出身。かぼすモデルエージェンシー所属。

## 人物
- 小学館「2019年度小学1年生モデルオーディション」グランプリ受賞。
- 父は、オペラ歌手の岡坂弘毅。

## 出演

### テレビ
- 「シャキーン!」むちゅう人のこども・コーゾー役（2021年4月−2022年3月、NHK・Eテレ）

### CM
- スズキ「新型ソリオ」
- HIS「かぞくHISハワイ」
- タイヤフッド安心篇
- マクドナルド「ハッピーセットきかんしゃトーマス今日のお仕事」篇
- アース製薬・大幸薬品「クレベリン トイレの消臭除菌剤モニタリング」篇
- 三井ダイレクト損保「キッズパークでも語る"男"」篇
- セガトイズ「アンパンマン組み立てDIYはしるぞっ！ねじねじアンパンマンごう」
- YKKAP「フェンス実家の庭」篇

### WEB
- 明治「ブルガリアのむヨーグルト」

### 雑誌
- 小学館
  - てれびくん
  - 入学準備 小学一年生直前号2019
  - ぺぱぷんたす002
  - ぺぱぷんたす003
  - 幼稚園
  - 小学一年生

### スチール
- しまむら
- スタジオアリス「アニヴェルサ2019」
- スタジオアリス「アニヴェルサ2018広告」
- フォーティネットジャスパー
- Google「Google Home Education」広告
- 花王「ビオレuお風呂で使ううるおいミルク」広告
- スタジオアリス「アニヴェルサ2017」広告
- 薬用せっけんミューズ広告

### バラエティー
- ソノサキ3時間スペシャル（テレビ朝日）